# Estadio Matías González
El Estadio Matías González es un estadio de Uruguay ubicado en la ciudad de Artigas, capital del departamento homónimo.
Está ubicado sobre el Paseo 7 de setiembre, a metros del Puente Internacional de la Concordia. Es el mayor estadio del departamento de Artigas, con una capacidad para 7.000 espectadores. 

## Historia
Recibe su nombre en homenaje del único jugador del interior del país Matías González "el León de Maracaná", nacido en Artigas, que participó del Campeonato Mundial de fútbol de 1950 en el estadio Maracaná de Río de Janeiro, Brasil (el Maracanazo).
Pertenece a la municipalidad de Artigas y en él se disputan partidos de la liga local e interdepartamental. Desde 2022 también es utilizado por el Club Atlético Artigas en los campeonatos de la Asociación Uruguaya de Fútbol.